# Fulham Road

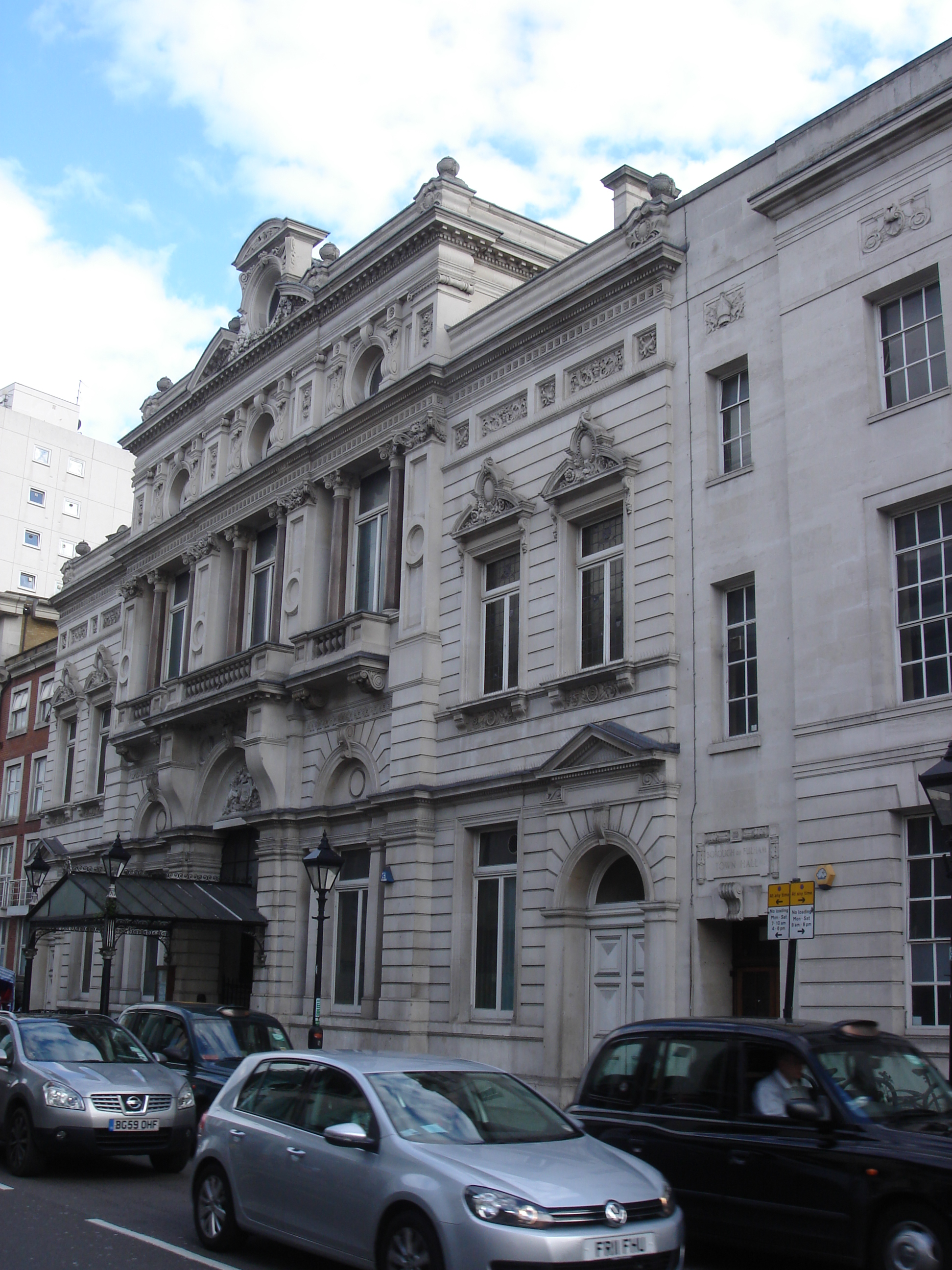
Fulham Town Hall

Fulham Road é uma rua em Londres, Inglaterra, que compreende a A304 e parte da A308.

## Visão geral
A Fulham Road (A219) vai da Putney Bridge como "Fulham High Street" e depois para o leste até Fulham Broadway, no bairro londrino de Hammersmith and Fulham, passando por Chelsea até a Brompton Road Knightsbridge, que continua até a A4 em Brompton, no bairro real de Kensington e Chelsea. Ela é designada como A304 até o cruzamento com a estrada A308 em Gunter Grove, onde a A308 forma a seção leste da rua.
A Fulham Road é mais ou menos paralela à King's Road, a partir do Fulham Palace. Há vários antiquários e lojas especializadas em decoração de interiores, enquanto lojas de grife de alta costura começaram a chegar na extremidade leste. A seção mais próxima do cinema é conhecida como The Beach e abriga vários bares, pubs e clubes da moda. As estações de metrô mais próximas são: South Kensington e Gloucester Road.
A Fulham Road é conhecida pelos seguintes pontos de referência:
- Stamford Bridge, estádio do Chelsea FC[1]
- A primeira loja Habitat, aberta por Terence Conran em 11 de maio de 1964
- Cineworld Cinema[1]
- Fulham Broadway Underground station
- Prefeitura de Fulham
- Hospital Chelsea e Westminster
- Hospital Royal Brompton
- Royal Marsden Hospital
- Michelin House
- 1-5 e 6 Sydney Place

No final da rua, em Fulham:
- Fulham Fire Station
- Fulham Palace
- Ponte de Putney

É a sede do estádio do Chelsea, Stamford Bridge, que tem capacidade oficial para 41.837 torcedores. Muitos torcedores do Chelsea vão para os jogos em casa usando a estação de metrô Fulham Broadway.